# シンシナティ・ポーカーズ
シンシナティ・ポーカーズ（Cincinnati Porkers）は、1891年にアメリカ合衆国オハイオ州シンシナティを本拠地として、アメリカン・アソシエーションに加盟していたプロ野球チーム。別名として、"Kelly's Killers"（ケリーズ・キラーズ）とも呼ばれた。

## 球団史
1890年当時、アメリカン・アソシエーションに所属していたシンシナティ・レッズが、財政の危機から実業家ジョン・T・ブラッシュに売却され、レッズはそれを期にナショナルリーグへ鞍替えしてしまう。ポーカーズはその穴を埋めるために創設された球団で、当時セントルイス・ブラウンズを所有していたクリス・フォン・デア・アーエがオーナーを掛け持ちした。また後にアメリカンリーグを創設するバン・ジョンソンが、一時期この球団の本部で働いており、ジョンソンは事あるごとにレッズのオーナーだったブラッシュと対立していたようである。
アーエは当時有名な選手だったキング・ケリーの所有権も持っていたことから、球団はケリーを中心としたチーム編成を行い、球団名にまでケリーの名前を冠するほどであった。しかしケリー自身は選手に規律を求める人物ではなく、選手達を野放しの状態にしたため、チーム内ではいつも喧嘩が絶えなかったという。ケリーは毎試合どのポジションでプレーしたいかを立候補で募り、その試合の守備位置を決めたりしていた（ケリー自身も同年は捕手をつとめることが多かった）。また試合後いつも宴を開いて酒を飲んだそうである。
本拠地としたイースト・エンド・パークの立地条件も悪く、シンシナティの市内からは、オハイオ川を下る蒸気船で1時間をかけないとたどりつかない場所だった。すぐに観客の足も遠のき、同年8月に球団は経営が破綻、ポーカーズが消化し切れなかった残りの日程は、ミルウォーキー・ブルワーズ（現存の球団とは異なる）が消化することになった。

## 戦績
| 年度   | リーグ | 試合 | 勝利 | 敗戦 | 勝率 | 順位 | 監督           | 本拠地         |
| ------ | ------ | ---- | ---- | ---- | ---- | ---- | -------------- | -------------- |
| 1891年 | AA     | 102  | 43   | 57   | .430 | 7位  | キング・ケリー | Pendleton Park |

## 所属した主な選手
- キング・ケリー：後のアメリカ野球殿堂入り選手。外野手だがポーカーズでは捕手をしていた。
- エメット・シーリー：外野手。シンシナティでは打率.285。
- エド・クレーン：投手。通算72勝96敗。シンシナティでは14勝14敗、防御率2.45。

## 主な球団記録
打撃記録
- 通算安打数：106（エメット・シーリー）
- 通算本塁打：7（ジム・キャラバン）
- 通算打点数：66（ジム・キャラバン）
- 通算盗塁数：23（ヤンク・ロビンソン）

投手記録
- 通算勝利数：14（エド・クレーン）
- 通算奪三振：122（エド・クレーン）